# New York Knicks 2019-2020
La stagione 2019-2020 dei New York Knicks è stata la 74ª stagione della franchigia nella NBA.

## Maglie
Lo Sponsor tecnico, come per tutte le squadre NBA, è Nike, mentre Squarespace è l'unico sponsor sulla canotta. 
| Bianca | Blu | Blu arancio | City edition |

## Draft
| Giro | Scelta | Giocatore    | Ruolo | Nazionalità | Università/Squadra |
| ---- | ------ | ------------ | ----- | ----------- | ------------------ |
| 1    | 3      | R.J. Barrett | AP    | Canada      | Duke Blue Devils   |
| 2    | 55     | Kyle Guy     | G     | Stati Uniti | Virginia Cavaliers |

## Roster
| \| Pos. \| Num. \| Naz. \| Nome \| Altezza \| Peso \| Data nascita \| Provenienza \| \| ---- \| ---- \| ---- \| ------------------ \| ------- \| ------ \| ------------ \| -------------------- \| \| G \| 0 \| \| Allen, Kadeem \| 191 cm \| 90 kg \| 15-01-1993 \| Arizona \| \| G \| 9 \| \| Barrett, R.J. \| 201 cm \| 96 kg \| 14-06-2000 \| Duke \| \| A \| 17 \| \| Brazdeikis, Iggy \| 201 cm \| 98 kg \| 08-01-1999 \| Michigan \| \| G \| 25 \| \| Bullock, Reggie \| 201 cm \| 93 kg \| 16-03-1991 \| North Carolina \| \| G \| 21 \| \| Dotson, Damyean \| 196 cm \| 95 kg \| 06-05-1994 \| Houston \| \| G \| 2 \| \| Ellington, Wayne \| 196 cm \| 91 kg \| 29-10-1987 \| North Carolina \| \| AG \| 67 \| \| Gibson, Taj \| 206 cm \| 107 kg \| 24-06-1985 \| Southern California \| \| AP \| 3 \| \| Harkless, Moe \| 201 cm \| 100 kg \| 11-05-1993 \| St. John's \| \| P \| 6 \| \| Payton, Elfrid \| 193 cm \| 84 kg \| 22-02-1994 \| Louisiana–Lafayette \| \| AG \| 1 \| \| Portis, Bobby \| 211 cm \| 112 kg \| 10-02-1995 \| Arkansas \| \| A \| 30 \| \| Randle, Julius \| 206 cm \| 113 kg \| 29-11-1994 \| Kentucky \| \| P \| 5 \| \| Smith, Dennis \| 191 cm \| 88 kg \| 25-11-1997 \| North Carolina State \| \| P \| 11 \| \| Ntilikina, Frank \| 196 cm \| 86 kg \| 28-07-1998 \| Francia \| \| G \| 14 \| \| Trier, Allonzo \| 196 cm \| 93 kg \| 17-01-1996 \| Arizona \| \| AG \| 45 \| \| Wooten, Kenny \| 203 cm \| 107 kg \| 17-04-1998 \| Oregon \| \| C \| 26 \| \| Robinson, Mitchell \| 216 cm \| 102 kg \| 01-04-1998 \| Chalmette HS \| \| AP \| 20 \| \| Knox, Kevin \| 206 cm \| 98 kg \| 11-08-1999 \| Kentucky \| | Allenatore - Mike Miller Assistente/i - Kaleb Canales - Jud Buechler - Pat Sullivan - Roger Hinds - Anthony Goenaga Legenda - (C) Capitano - (FA) Free agent - (S) Sospeso - (TW) Contratto Two-way - (GL) Assegnato a squadra G League affiliata - (SD) Scelto al Draft - Infortunato Roster • Transazioni · Ultima transazione: 19 maggio 2020 |                                         |                    |         |        |              |                      |
| Pos. | Num. | Naz.                                    | Nome               | Altezza | Peso   | Data nascita | Provenienza          |
| G | 0 | Stati Uniti (bandiera)                  | Allen, Kadeem      | 191 cm  | 90 kg  | 15-01-1993   | Arizona              |
| G | 9 | Canada (bandiera)                       | Barrett, R.J.      | 201 cm  | 96 kg  | 14-06-2000   | Duke                 |
| A | 17 | Lituania (bandiera) · Canada (bandiera) | Brazdeikis, Iggy   | 201 cm  | 98 kg  | 08-01-1999   | Michigan             |
| G | 25 | Stati Uniti (bandiera)                  | Bullock, Reggie    | 201 cm  | 93 kg  | 16-03-1991   | North Carolina       |
| G | 21 | Stati Uniti (bandiera)                  | Dotson, Damyean    | 196 cm  | 95 kg  | 06-05-1994   | Houston              |
| G | 2 | Stati Uniti (bandiera)                  | Ellington, Wayne   | 196 cm  | 91 kg  | 29-10-1987   | North Carolina       |
| AG | 67 | Stati Uniti (bandiera)                  | Gibson, Taj        | 206 cm  | 107 kg | 24-06-1985   | Southern California  |
| AP | 3 | Stati Uniti (bandiera)                  | Harkless, Moe      | 201 cm  | 100 kg | 11-05-1993   | St. John's           |
| P | 6 | Stati Uniti (bandiera)                  | Payton, Elfrid     | 193 cm  | 84 kg  | 22-02-1994   | Louisiana–Lafayette  |
| AG | 1 | Stati Uniti (bandiera)                  | Portis, Bobby      | 211 cm  | 112 kg | 10-02-1995   | Arkansas             |
| A | 30 | Stati Uniti (bandiera)                  | Randle, Julius     | 206 cm  | 113 kg | 29-11-1994   | Kentucky             |
| P | 5 | Stati Uniti (bandiera)                  | Smith, Dennis      | 191 cm  | 88 kg  | 25-11-1997   | North Carolina State |
| P | 11 | Francia (bandiera)                      | Ntilikina, Frank   | 196 cm  | 86 kg  | 28-07-1998   | Francia              |
| G | 14 | Stati Uniti (bandiera)                  | Trier, Allonzo     | 196 cm  | 93 kg  | 17-01-1996   | Arizona              |
| AG | 45 | Stati Uniti (bandiera)                  | Wooten, Kenny      | 203 cm  | 107 kg | 17-04-1998   | Oregon               |
| C | 26 | Stati Uniti (bandiera)                  | Robinson, Mitchell | 216 cm  | 102 kg | 01-04-1998   | Chalmette HS         |
| AP | 20 | Stati Uniti (bandiera)                  | Knox, Kevin        | 206 cm  | 98 kg  | 11-08-1999   | Kentucky             |

## Classifiche

### Central Division
| Atlantic Division      | Atlantic Division | Atlantic Division | Atlantic Division | Atlantic Division | Atlantic Division | Atlantic Division | Atlantic Division | Atlantic Division |
| Squadra                | V                 | S                 | V%                | PR                | Casa              | Trasf             | Div               | PG                |
| ---------------------- | ----------------- | ----------------- | ----------------- | ----------------- | ----------------- | ----------------- | ----------------- | ----------------- |
| y - Toronto Raptors    | 53                | 19                | .736              | 2,5               | 26–10             | 27–9              | 9–5               | 72                |
| x - Boston Celtics     | 48                | 24                | .667              | 7,5               | 26–10             | 22–14             | 9–6               | 72                |
| x - Philadelphia 76ers | 43                | 30                | .589              | 13,0              | 31–4              | 12–26             | 11–5              | 73                |
| x - Brooklyn Nets      | 35                | 37                | .486              | 20,5              | 20–16             | 15–21             | 6–10              | 72                |
| N.Y. Knicks            | 21                | 45                | .318              | 31,5              | 11–22             | 10–23             | 2–11              | 66                |

### Eastern Conference
| Eastern Conference | Eastern Conference     | Eastern Conference | Eastern Conference | Eastern Conference | Eastern Conference | Eastern Conference |
| #                  | Squadra                | V                  | S                  | V%                 | PR                 | PG                 |
| ------------------ | ---------------------- | ------------------ | ------------------ | ------------------ | ------------------ | ------------------ |
| 1                  | z - Milwaukee Bucks *  | 56                 | 17                 | .767               | –                  | 73                 |
| 2                  | y - Toronto Raptors *  | 53                 | 19                 | .736               | 2,5                | 72                 |
| 3                  | x - Boston Celtics     | 48                 | 24                 | .667               | 7,5                | 72                 |
| 4                  | x - Indiana Pacers     | 45                 | 28                 | .616               | 11,0               | 73                 |
| 5                  | y - Miami Heat *       | 44                 | 29                 | .603               | 12,0               | 73                 |
| 6                  | x - Philadelphia 76ers | 43                 | 30                 | .589               | 13,0               | 73                 |
| 7                  | x - Brooklyn Nets      | 35                 | 37                 | .486               | 20,5               | 72                 |
| 8                  | x - Orlando Magic      | 33                 | 40                 | .452               | 23,0               | 73                 |
|                    |                        |                    |                    |                    |                    |                    |
| 9                  | Wash. Wizards          | 25                 | 47                 | .347               | 30,5               | 72                 |
| 10                 | Charlotte Hornets      | 23                 | 42                 | .354               | 29,0               | 65                 |
| 11                 | Chicago Bulls          | 22                 | 43                 | .338               | 30,0               | 65                 |
| 12                 | N.Y. Knicks            | 21                 | 45                 | .318               | 31,5               | 66                 |
| 13                 | Detroit Pistons        | 20                 | 46                 | .303               | 32,5               | 66                 |
| 14                 | Atlanta Hawks          | 20                 | 47                 | .299               | 33,0               | 67                 |
| 15                 | Cleveland Cavaliers    | 19                 | 46                 | .292               | 33,0               | 65                 |

## Mercato

### Scambi
| 21 giugno 2019 | N.Y. KnicksDraft rights per Iggy Brazdeikis | Sacramento KingsDraft rights per Kyle Guy |

### Arrivi

#### Draft
| Data     | Giocatore    | Contratto                  | Provenienza      |
| -------- | ------------ | -------------------------- | ---------------- |
| 02/07/19 | R.J. Barrett | Rookie 16071720 $ - 2 anni | Duke Blue Devils |

#### Free Agent
| Data     | Giocatore       | Contratto           | Provenienza        |
| -------- | --------------- | ------------------- | ------------------ |
| 08/07/19 | Wayne Ellington | 7800000 $ - 1 anno  | Detroit Pistons    |
| 08/07/19 | Taj Gibson      | 20000 $ - 2 anni    | Minnesota T'wolves |
| 08/07/19 | Elfrid Payton   | 16000 $ - 2 anni    | N.O. Pelicans      |
| 08/07/19 | Bobby Portis    | 15000 $ - 1 anno    | Wash. Wizards      |
| 08/07/19 | Julius Randle   | 62100000 $ - 3 anni | N.O. Pelicans      |
| 15/07/19 | Marcus Morris   | 15000 $ - 1 anno    | Boston Celtics     |
| 16/07/19 | Reggie Bullock  | 9635000 $ - 2 anni  | L.A. Lakers        |

### Cessioni

#### Free Agent
| Data     | Giocatore       | Motivo     | Nuova squadra       |
| -------- | --------------- | ---------- | ------------------- |
| 01/07/19 | Henry Ellenson  | Rilasciato | Brooklyn Nets       |
| 01/07/19 | Billy Garrett   | Rilasciato | Élan Chalon         |
| 01/07/19 | Mario Hezonja   | Rilasciato | Portland T. Blazers |
| 01/07/19 | Isaiah Hicks    | Rilasciato | Avtodor Saratov     |
| 01/07/19 | DeAndre Jordan  | Rilasciato | Brooklyn Nets       |
| 01/07/19 | Luke Kornet     | Rilasciato | Chicago Bulls       |
| 01/07/19 | Emmanuel Mudiay | Rilasciato | Utah Jazz           |
| 01/07/19 | Noah Vonleh     | Rilasciato | Minnesota T'wolves  |